# Тупело (Арканзас)
Тупело (енгл. Tupelo) град је у америчкој савезној држави Арканзас.

## Демографија
По попису из 2010. године број становника је 180, што је 3 (1,7%) становника више него 2000. године.
| Група             | 2000.       | 2010.       |
| Белци             | 174 (98,3%) | 149 (82,8%) |
| Афроамериканци    | 0 (0,0%)    | 0 (0,0%)    |
| Азијати           | 0 (0,0%)    | 0 (0,0%)    |
| Хиспаноамериканци | 3 (1,7%)    | 28 (15,6%)  |
| Укупно            | 177         | 180         |